# Monestir de David Gareja
El monestir de David Gareja o complex de David Gareja (en georgià: დავითგარეჯის სამონასტრო კომპლექსი) és un monestir ortodox georgià excavat en la roca situat a la regió de Kakhètia, a l'est de Geòrgia, junt als vessants del desert del mont Gareja, a uns 60–70 km al sud-est de la capital del país, Tbilisi. El complex inclou centenars de cel·les, esglésies, capelles, refetors i habitatges que es troben buidats en la roca.
Part del complex es troba al raion d'Agstafa de l'Azerbaidjan i s'ha sotmès a una disputa fronterera entre Geòrgia i l'Azerbaidjan. L'àrea també és llar d'espècies animals protegides i evidència d'alguns dels habitatges humans més antics de la regió. El monestir roman actiu i serveix com un destí popular de turisme i peregrinació. Des del 24 d'octubre de 2007, s'ha inclòs a la Llista del Patrimoni Mundial de la UNESCO.

## Geologia

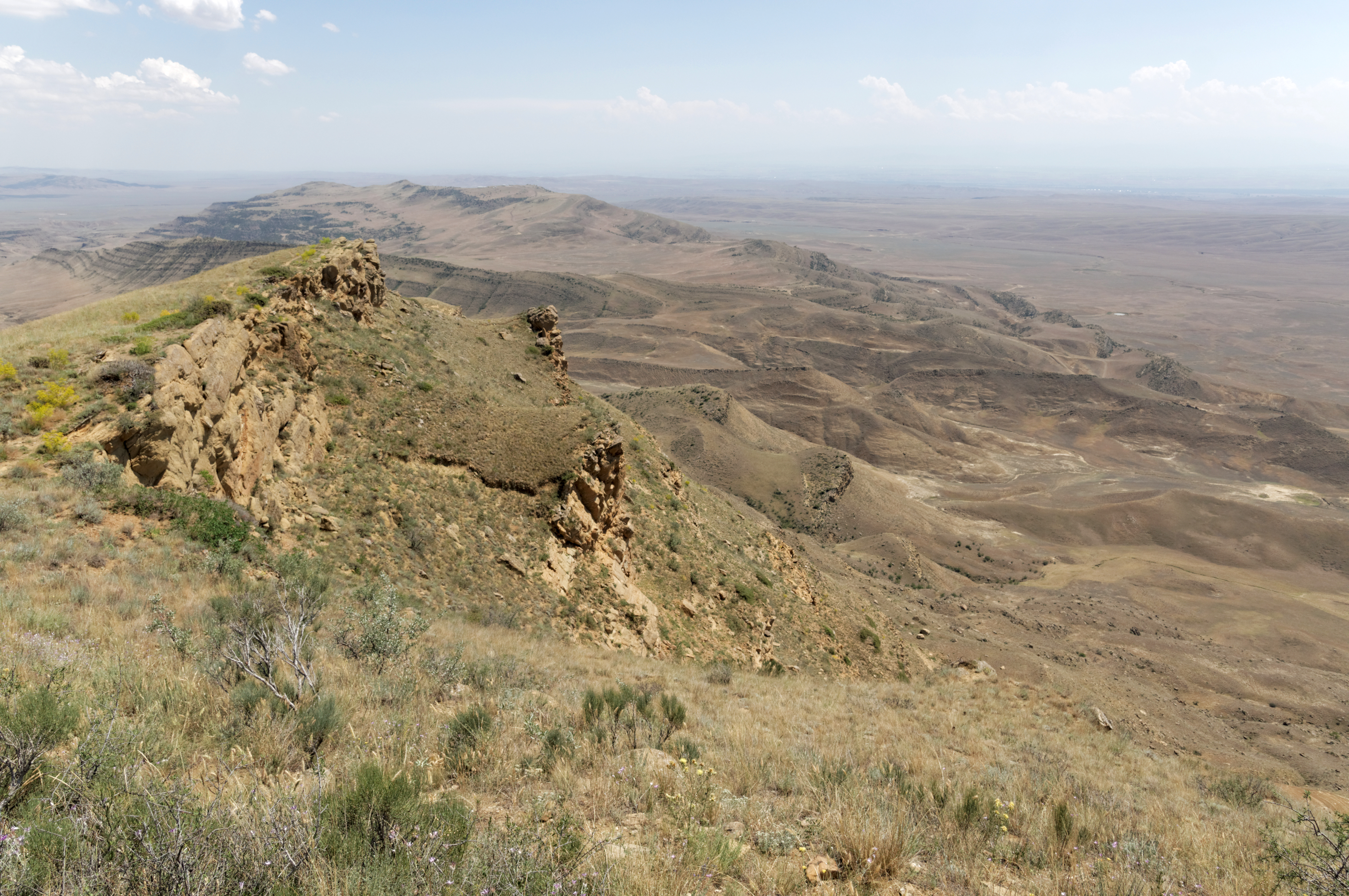
Sediment en les estructures Iori (terres altes a l'est de Geòrgia)

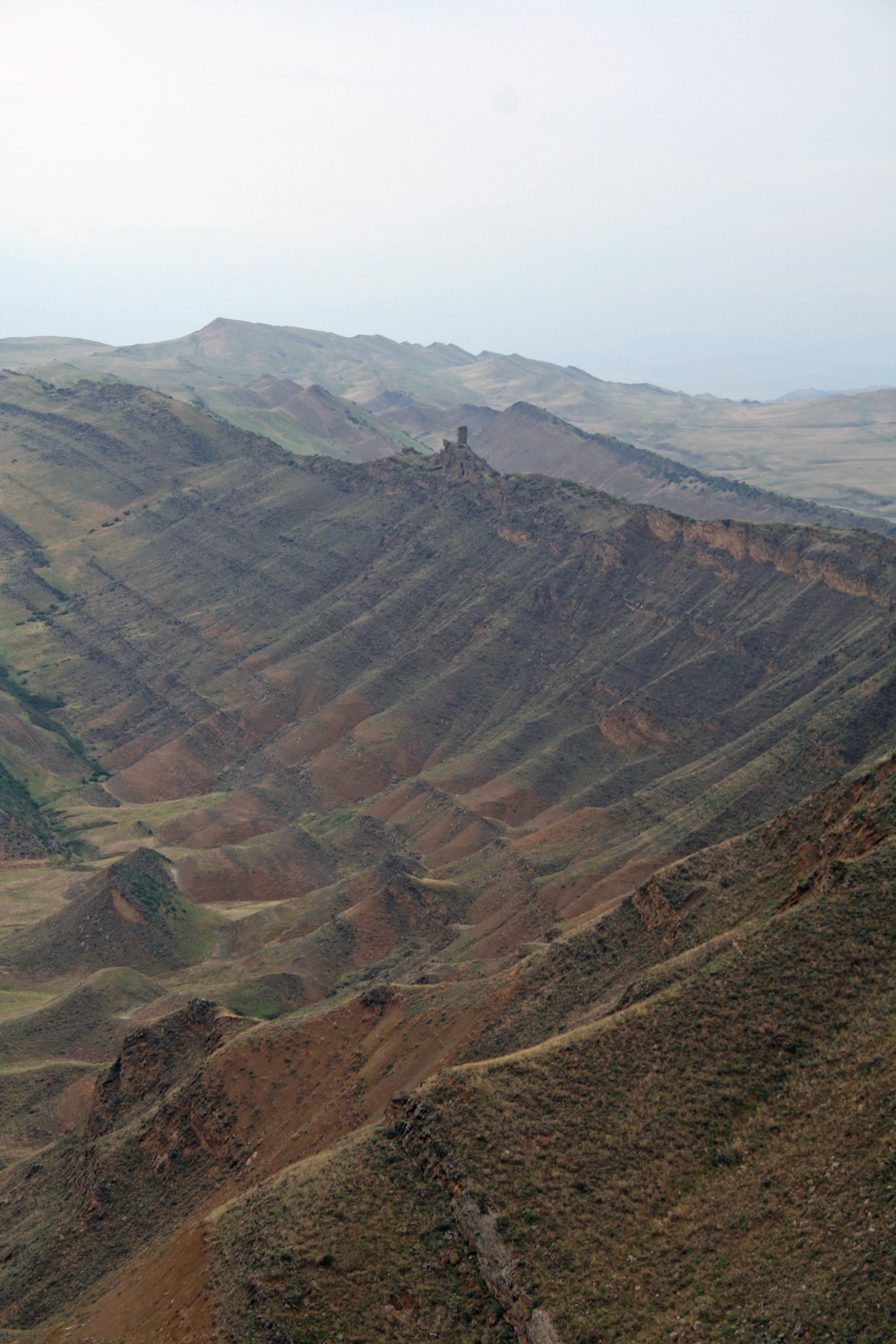
Vista del paisatge de David Gareja

L'entorn del complex del monestir David Gareja destaca per la seva estructura de superfície inusual, especialment la sorprenent imatge de les capes de roca inclinades. Aquest paisatge pertany a la unitat tectònica Sagaredsho-Shirak-Adshinaur-Zone. Consisteix en capes sedimentàries del Miocè i Pliocè, és a dir, del període de 23 a 1,8 milions d'anys causat per la sedimentació marina. Aquests dipòsits de sediments creixen fins un gruix de 1.000 metres. En la geologia regional de Geòrgia, pren el nom d'un riu proper i se'ls anomena «estructures Iori», són la part mitjana dels rius Rioni - Kura. Aquesta conca intermèdia de muntanya forma el vincle entre els sistemes del Gran Caucas i el Caucas Menor.
A la rodalia del monestir, hi ha crestes ondulades i paral·leles en direcció NO-SO. Al sud, el terreny cau abruptament en una planura lleugerament ondulada de la veïna Azerbaidjan. El paisatge és pobre en aigua i la poca vegetació d'estepa, en la seva majoria seca, s'alterna amb terres seques, també al nord, i algunes salines. En direcció est, el paisatge es converteix en una zona semidesèrtica.

## Història

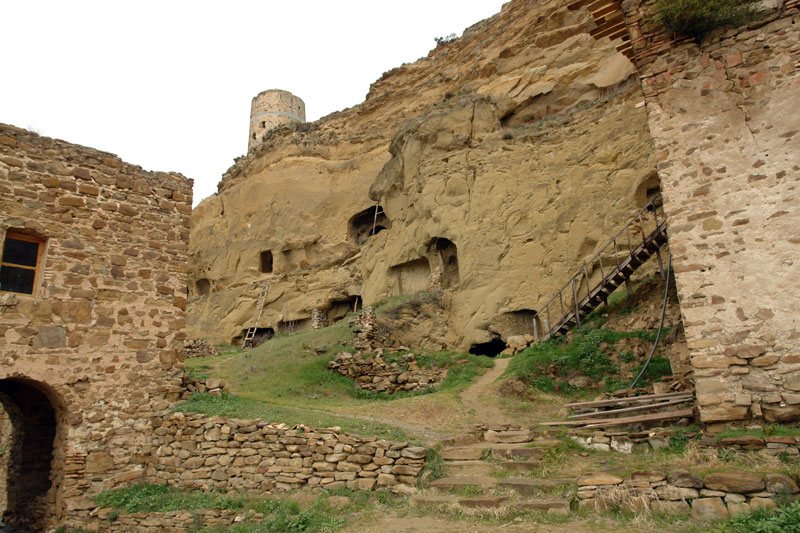
«Natlismtsemeli» o església del Baptista de Gareja

El complex va ser fundat al segle vi per David (sant David Gareja), un dels tretze monjos assiris que van arribar al país al mateix temps. Els seus deixebles Dodo i Luciane van expandir la laura original i van fundar altres dos monestirs coneguts com a església de Dodo i «Natlismtsemeli» o església del Baptista de Gareja. El monestir va viure el més alt desenvolupament sota la direcció de sant Ilarió georgià del segle ix. El convent va ser particularment patrocinat per les famílies reials i nobles de Geòrgia. El rei georgià del segle xii Demetri I, autor del famós himne georgià Thou Art Vineyard (en georgià: შენ ხარ ვენახი), fins i tot va escollir el monestir de David Gareja com a lloc del seu confinament després d'abdicar al tron el 1154. Malgrat l'ambient hostil, el monestir va continuar sent un important centre d'activitat religiosa i cultural durant molts segles; en uns certs períodes els monestirs posseïen extenses terres agrícoles i molts pobles.

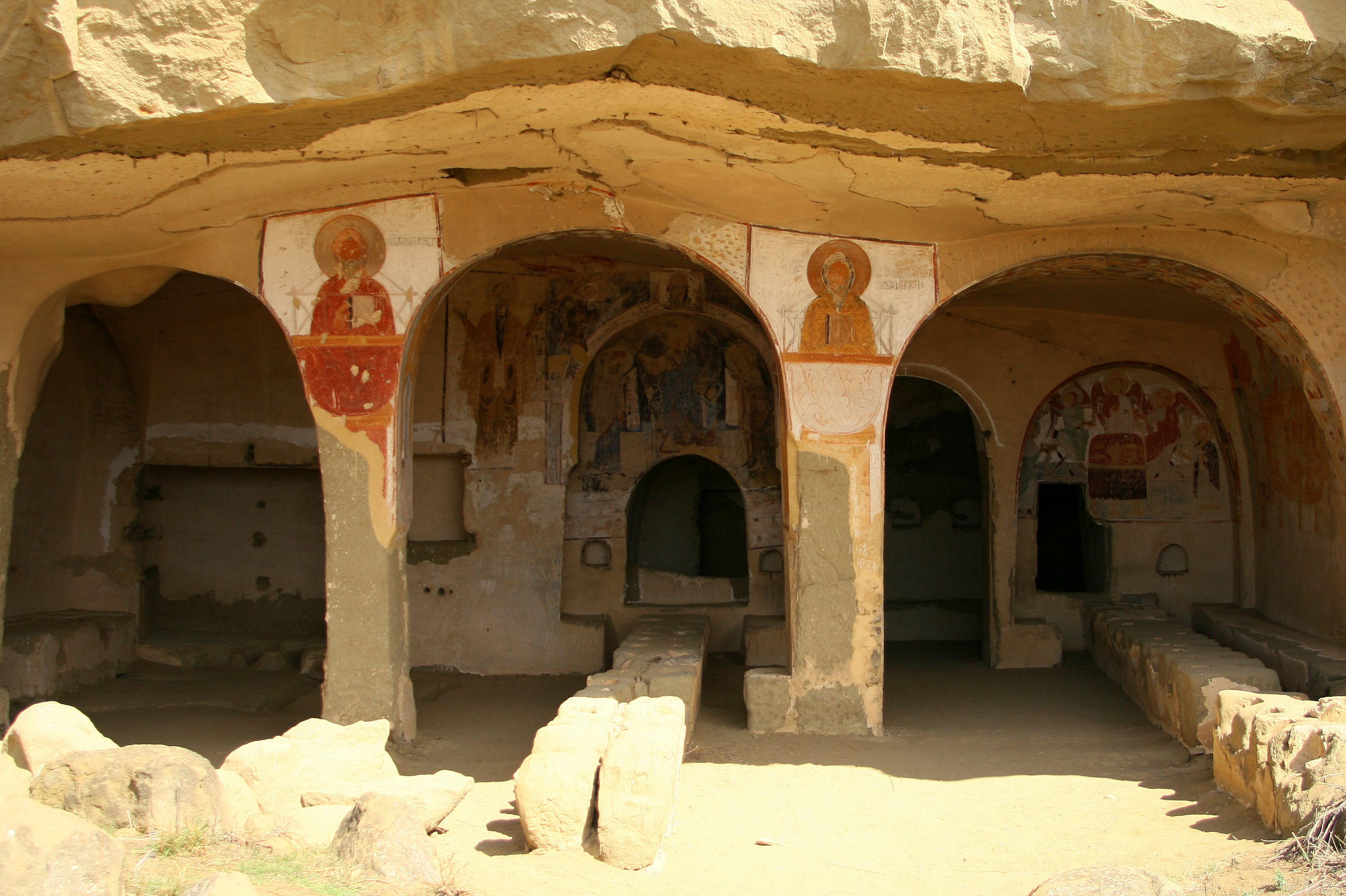
Monestir d'Udabno

El renaixement de la pintura al fresc coincideix cronològicament amb el desenvolupament general de la vida als monestirs de David Gareja. L'alta habilitat artística dels frescs d'aquests monestirs els va convertir en una part indispensable del tresor mundial. Des de finals del segle xi fins principis del XIII, el desenvolupament econòmic i cultural de monestir va assolir la seva fase més alta, la qual cosa reflecteix la prosperitat general del Regne medieval de Geòrgia. Es van construir els nous monestirs d'Udabno, Bertubani i Chichkhituri, i els antics es van ampliar i reorganitzar.
Amb la caiguda de la monarquia georgiana, el monestir va patir un llarg període de decadència i devastació per part de l'exèrcit mongol (1265), però després va ser restaurat pels reis georgians. Va sobreviure a l'atac de l'Imperi safàvida el 1615, quan els monjos van ser massacrats i els manuscrits únics del monestir i les obres importants d'art georgià van ser destruïts. Diversos reis georgians van intentar novament, cap a finals del segle xvii i principis del xviii, recuperar la vida monàstica. Quan Onuphrius Machutadze va ser-ne nomenat abat el 1690, hi va haver un avivament temporal. Sota la seva direcció, la comunitat monàstica va cercar obtenir antigues terres i drets. També s'hi van construir noves fortificacions. Tanmateix, el segle xviii va portar una decadència de comunitats i al segle xix, únicament el monestir Natlismtsemeli ('monestir de Sant Joan Baptista') va ser habitat per alguns monjos. A causa d'aquesta situació, la majoria dels edificis es van deteriorar.

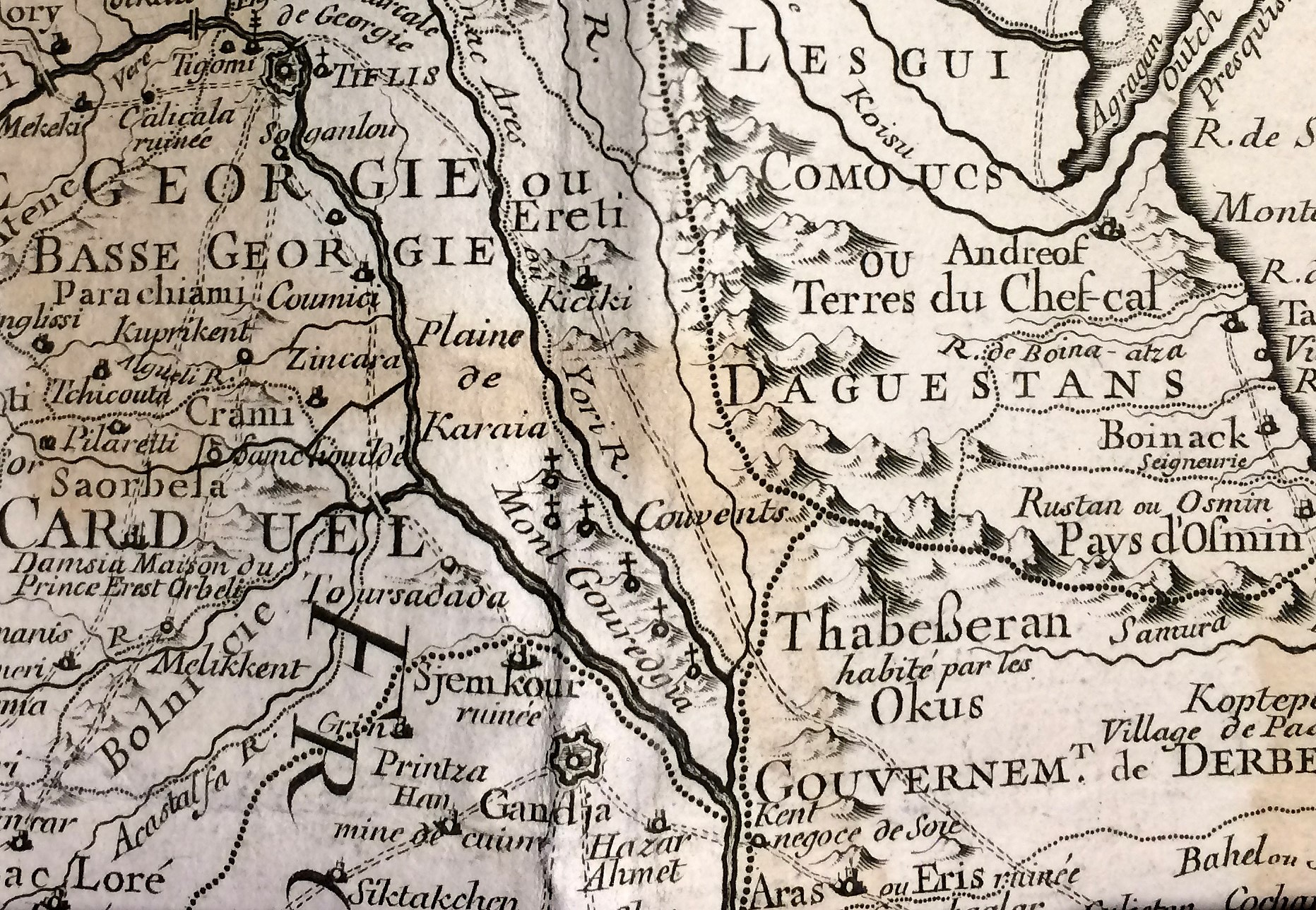
La muntanya i el monestir de David Gareja (mont Gouredgia) com es mostra al mapa de 1723 per Guillaume Delisle i Sulkhan-Saba Orbeliani

Després de la violenta presa de poder dels bolxevics a Geòrgia el 1921, el monestir va ser tancat i va quedar deshabitat. Als anys de la Guerra afganosoviètica, el territori del monestir es va utilitzar com a camp d'entrenament per als militars soviètics, que van causar danys al cicle únic de murals del monestir. Al 1987, un grup d'estudiants georgians dirigit pel jove escriptor David Turashvili van fer una sèrie de protestes. Encara que els funcionaris del Ministeri de Defensa soviètic finalment van acordar traslladar el camp de tir militar del monestir, el bombardeig es va reprendre a l'octubre de 1988, donant lloc a una indignació pública generalitzada. Després que uns 10.000 georgians es van manifestar als carrers de Tbilisi i un grup d'estudiants realitzés una vaga de fam al monestir, la base militar va ser finalment eliminada.
Després de la restauració de la independència de Geòrgia el 1991, la vida del monestir de David Gareja va ser instaurada novament. Tanmateix, el 1996, el Ministeri de Defensa de Geòrgia va reprendre els exercicis militars a la zona, cosa que va portar a renovades protestes públiques. Al maig de 1997, centenars d'activistes d'ONG georgianes van instal·lar les seves tendes enmig del camp de tir de l'exèrcit i van bloquejar les maniobres militars. Els oficials de l'exèrcit finalment es van inclinar davant la pressió pública i els exercicis van ser-hi prohibits.

## Complex del monestir

### Monestir principal
El monestir presenta les característiques arquitectòniques de la seva fundació del segle vi. Està envoltat de muralles defensives amb torres arrodonides; al centre del complex està situada l'entrada de l'antiga església, que té una torre elevada. Al voltant de l'església es troben totes les condicions per viure als «kenakons» —petites cambres—, alguns estables per a animals i instal·lacions d'emmagatzematge. Es va crear un sistema per recol·lectar, filtrar i utilitzar l'aigua de pluja de l'àrea muntanyosa. L'aigua flueix i es recull contínuament en una de les coves que integren el complex. Segons la llegenda, aquesta cova s'anomena «les llàgrimes de David».

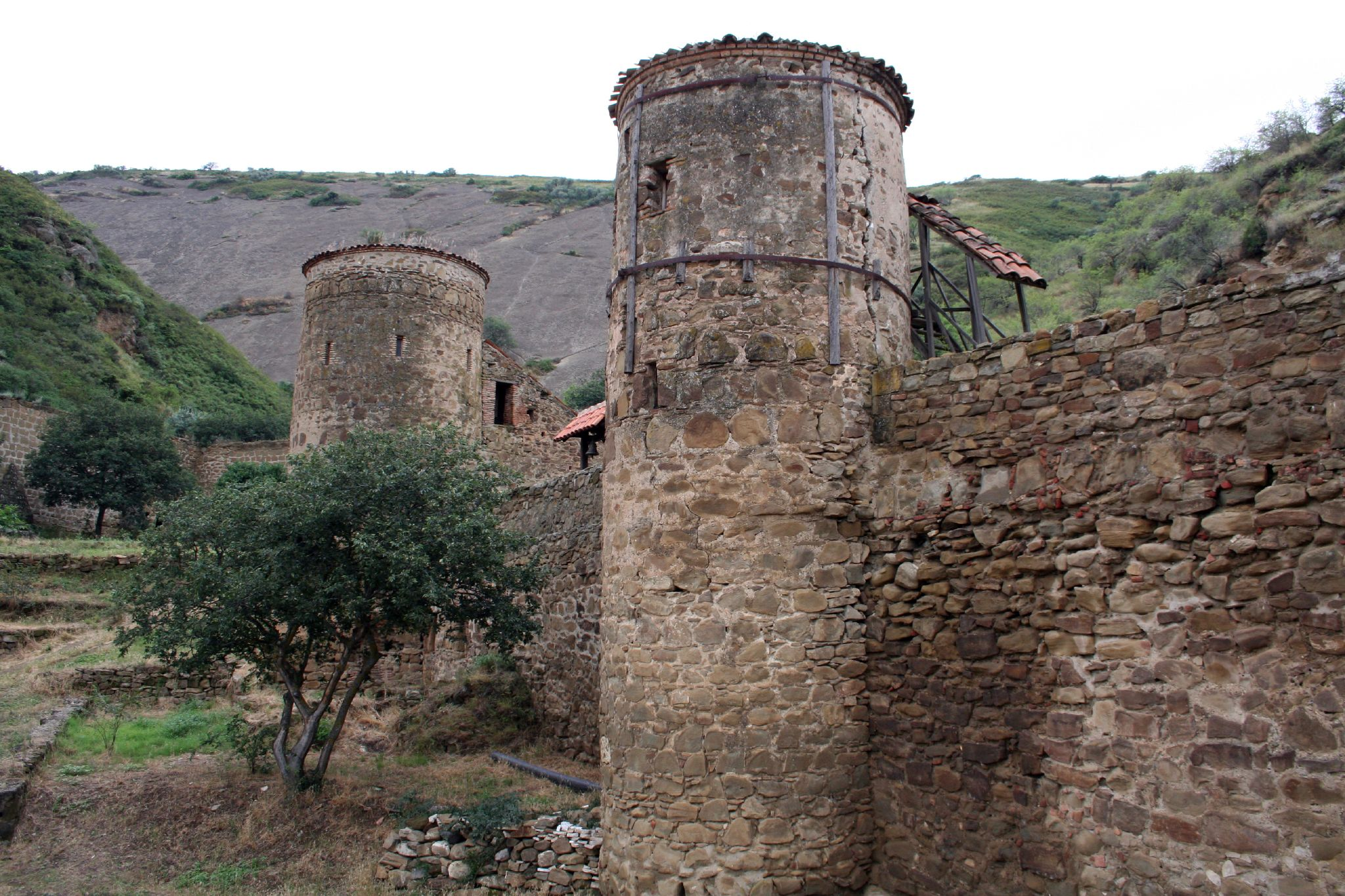
Mur del monestir
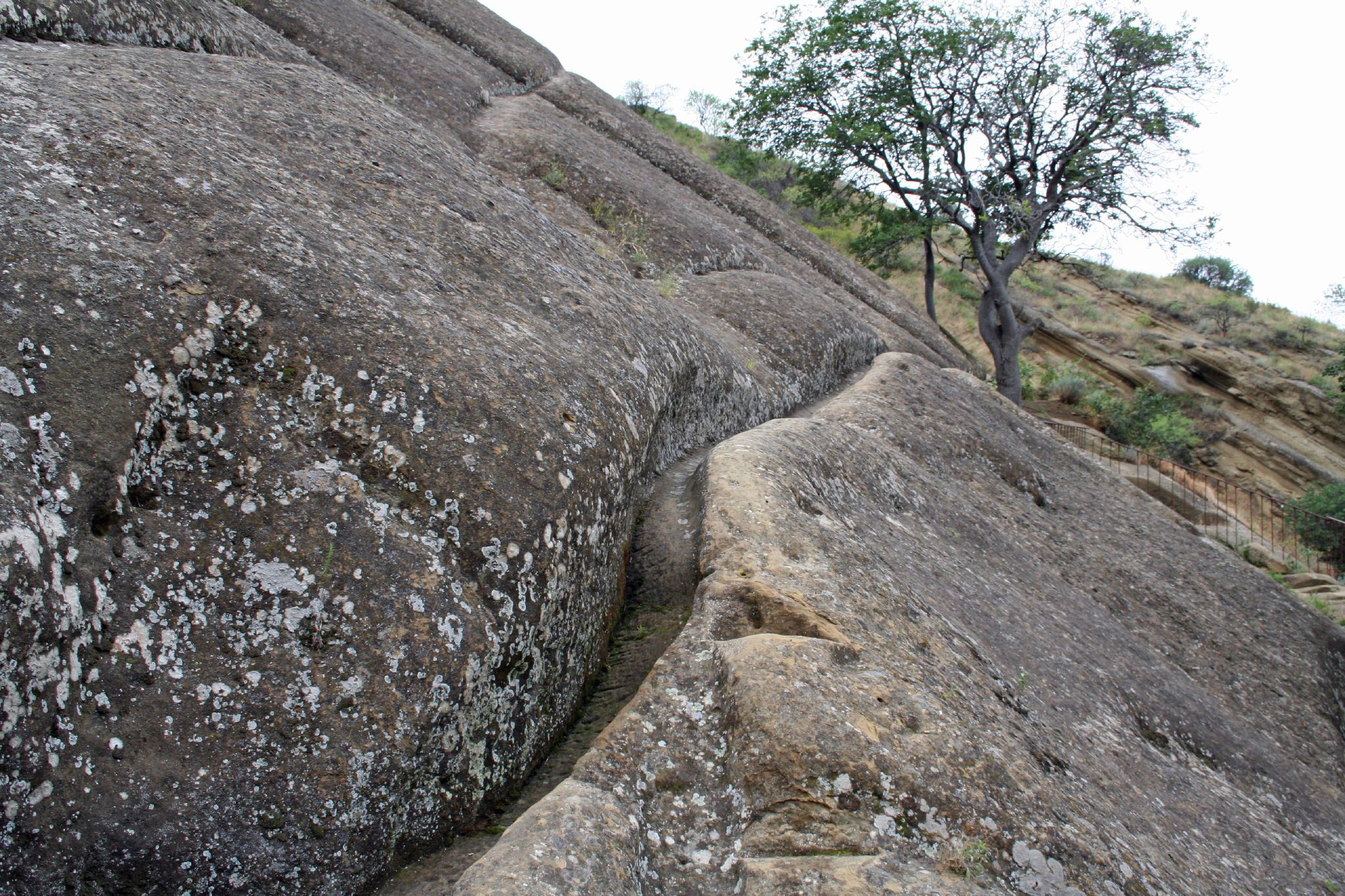
Col·lector d'aigua sobre el monestir
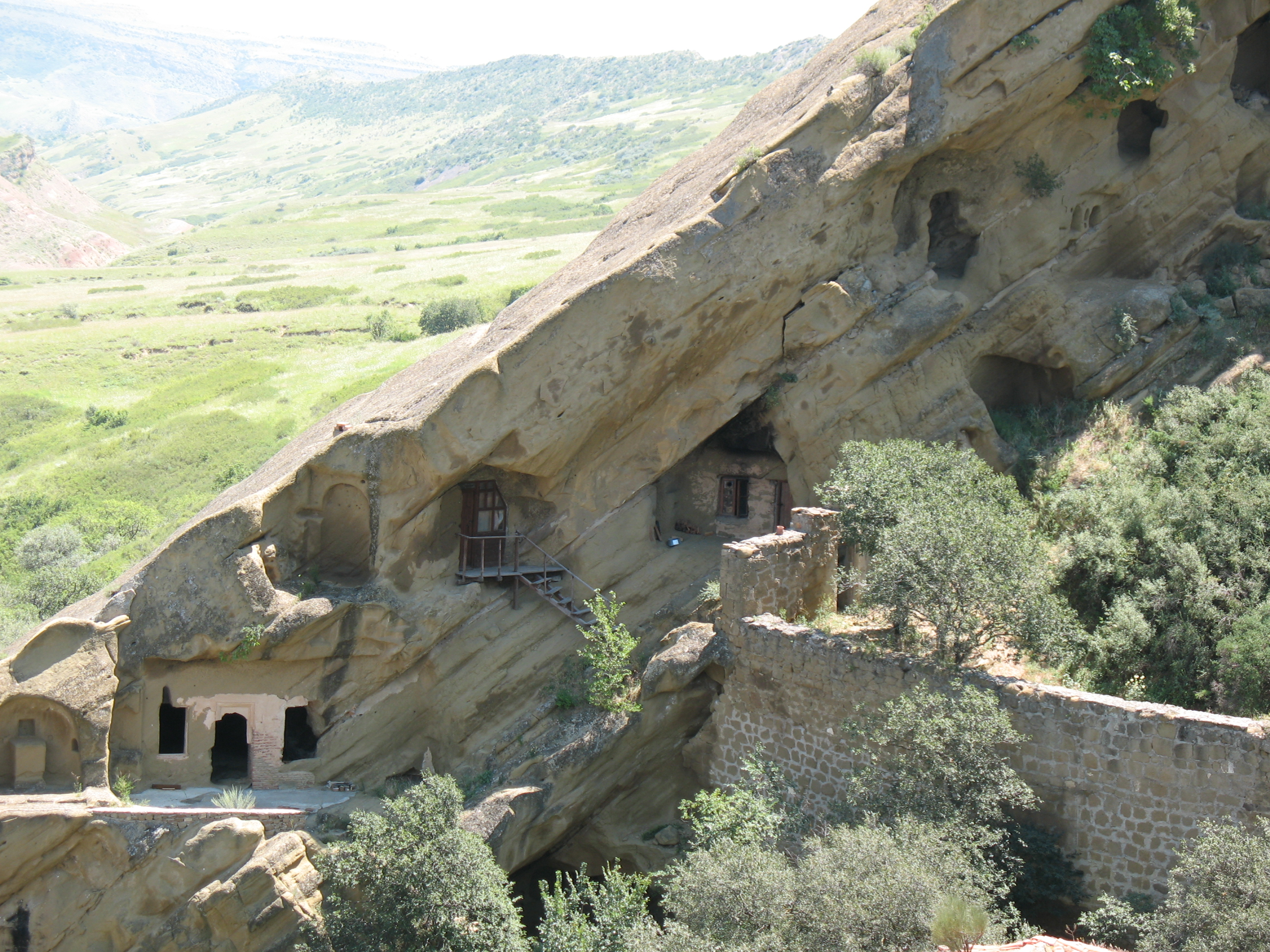
Cel·les dels monjos
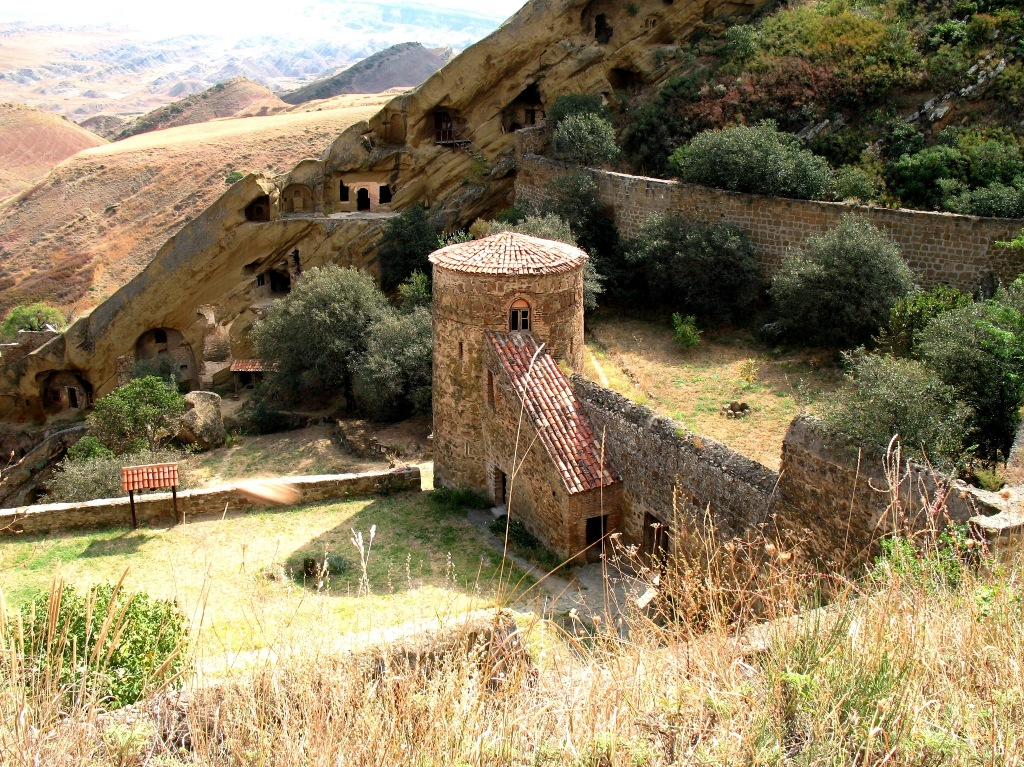
Vista d'una part del monestir

### Monestir del Baptista de Gareja

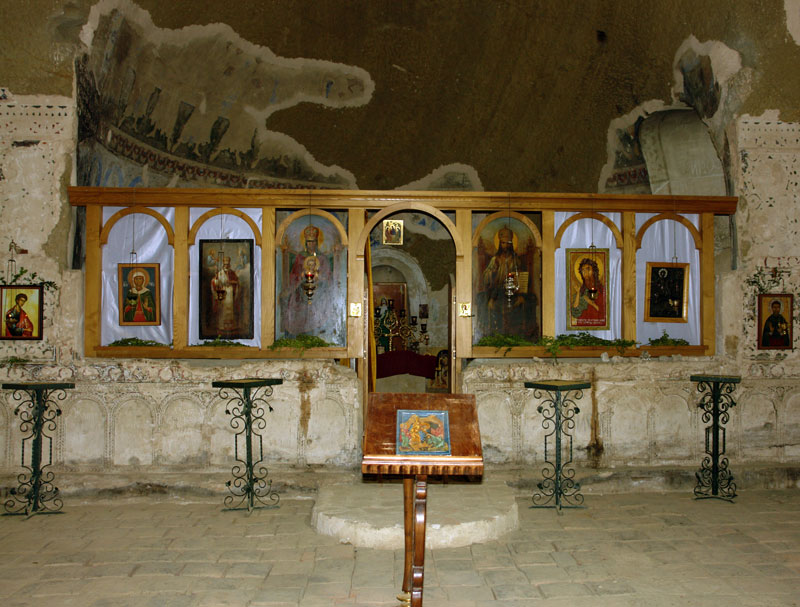
Iconòstasi de l'església del Baptista

L'església del Baptista de Gareja o monestir de Sant Joan Baptista, pertany al complex de David Gareja, a uns 12 km a l'oest del monestir principal. Està unit a la roca. Va ser fundat per un deixeble de sant David, anomenat Luciane.
Aquest monestir es troba en un arc muntanyós i rocós d'origen marí i consta d'una església principal notablement alta i extensa. Al nord n'hi ha un petit lloc que connecta la sala principal amb dos arcs. Davant l'altar, hi ha un iconòstasi de la segona meitat del segle xviii. També hi ha una petita església a la part sud de la principal, a la qual es pot arribar escalant un penya-segat. A l'entrada de l'església del Baptista hi ha una torre i un pilar construït sobre la porta. A l'interior, hi ha fragments de pintura de la primera meitat del segle xii.

### Església de Dodó

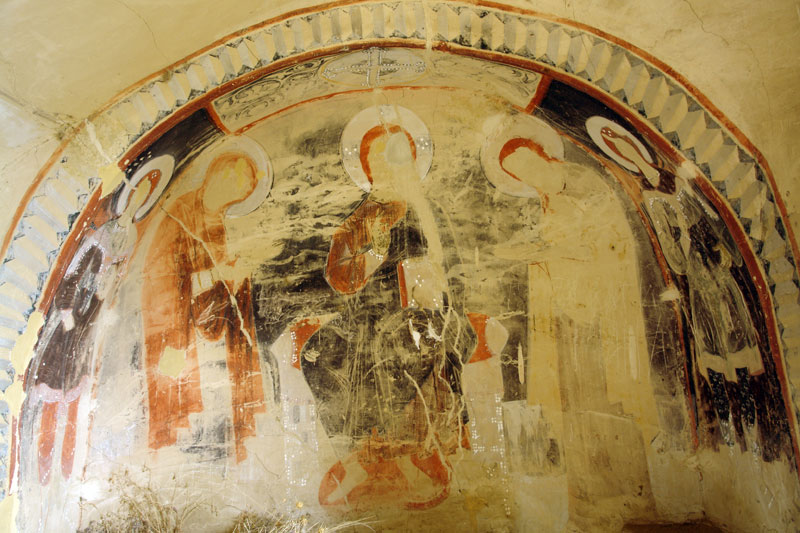
Un fresc sobrevivent de la «Benedicció de Jesús»

L'església consta d'un conjunt de coves de diversos períodes —segles VI-XVIII. La sala principal data dels segles XI-XIII. La part més important i antiga de la petita església es troba a la cantonada de la roca; va ser fundada per Dodó, un dels deixebles de David Gareja de la primera meitat del segle vi. Als segles XIII-XVIII l'església de Dodó va ser sotmesa als atacs de les dinasties mongols, i de l'Imperi safàvida, entre d'altres, i fou saquejada i abandonada repetidament.
El fresc de l'altar central il·lustra la «Benedicció de Jesús», sostenint un llibre tancat amb un alfabet georgià a la mà esquerra. També es mostren alguns dels arcàngels, com ara Miquel i Gabriel, així com querubins.

### Monestir Kolagiri
Situat al nord-oest del complex de David Gareja, a la vora del riu Ilori. Aquest conjunt està format per una església amb refetor; tant l'església com l'altar estan pintats. Com que el complex està tancat en conglomerats relativament suaus, i la muntanya ha relliscat, únicament un terç de la part occidental de l'església ha sobreviscut. De particular interès és la sala nord de l'edifici, que presenta una pintura mural molt danyada de dotze imatges amb inscripcions en asomtavruli.

### Calderes grans
És un conjunt de coves que pertany al monestir de David Gareja. Situat a la cruïlla de la travessia del Kolagiri, a 5 km de la riba esquerra del Iori, a l'altiplà del conglomerat d'alta muntanya. La cova superior està gairebé completament demolida, només en queden restes agrícoles d'arrels profundes, i les coves de sota estan gairebé completament cobertes amb una capa de terra. Al sud d'aquesta, a les terres baixes, a les capes rocoses, hauria d'haver-hi un cementiri monàstic.

### Calderes petites
És un complex de coves que pertany al monestir de David Gareja. Es troba a 12 km a l'est del conjunt de les calderes grans, a l'afluent esquerre del riu Ivi, a prop del «barranc amarg». El conjunt consta d'una església d'una sola cúpula amb terrassa i un altre petit espai d'emmagatzematge. Aquest indret és un complex perifèric extrem de les muntanyes Gareja, ja que no hi ha més coves a l'est d'aquest lloc.

## Inscripcions

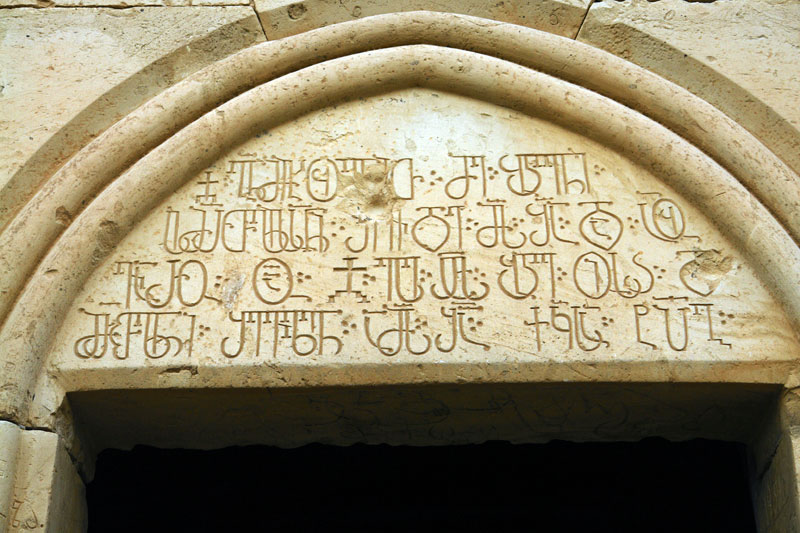
Inscripció georgiana i relleu escultòric

Segons estimacions, els monestirs del complex de David Gareja abunden en inscripcions: en un gran nombre són georgianes; n'hi ha unes 20 d'armènies, 8 de gregues i 21 d'orientals (llengua àrab), així com un tetralingua únic, és a dir, una inscripció en quatre llengües: en georgià, armeni, grec i àrab. Les pintures de la setena església de Saberebi a David Gareja, que daten dels segles IX-X, en les quals les imatges van acompanyades d'inscripcions en armeni, grec i georgià, són dignes d'atenció. El motiu no tradicional de la iconografia de la Crucifixió, causat aparentment per les polèmiques dels calcedonis amb representants de l'Església apostòlica armènia tradicional, també s'explica per la presència dels armenis al monestir.

### Disputa fronterera

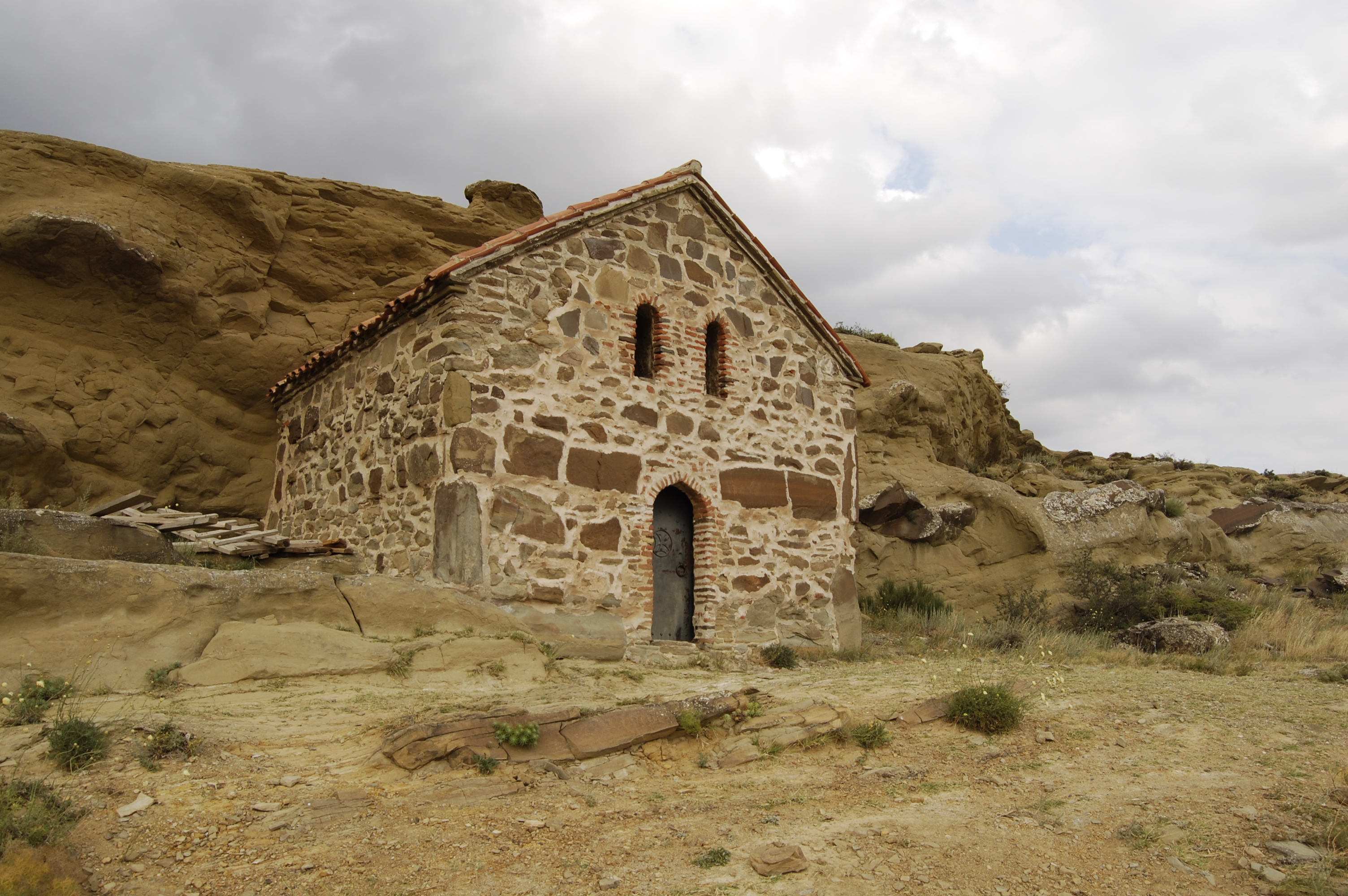
Part del complex en territori d'Ağstafa, a la frontera nord de Geòrgia

Perquè el complex està parcialment situat al territori de Geòrgia, s'ha sotmès a una disputa fronterera entre Geòrgia i l'Azerbaidjan, amb converses en curs des de 1991. Els monjos georgians del monestir diuen que «veuen la disputa com el resultat dels plans soviètics per soscavar les relacions entre els georgians cristians i els azerbaidjans musulmans». Giorgi Manjgaladze, viceministre de Relacions Exteriors de Geòrgia, va proposar que Geòrgia estaria disposada a intercanviar un altre territori per la resta del complex de David Gareja a causa de la seva importància històrica i cultural per als georgians. Bakú desautoritza aquest intercanvi de terres per la importància militar estratègica del lloc: «No hi ha espai per a l'intercanvi territorial. No hi ha negociacions sobre aquest tema», va declarar el viceministre de Relacions Exteriors de l'Azerbaidjan, Khalaf Khalafov. Per l'abril de 2007, Khalafov va dir en una conferència de premsa que estava «fora de discussió» que Geòrgia «renunciï a les seves reclamacions a les fronteres», inclòs el territori del complex David Gareja. Després va fer una controvertida declaració que el monestir «va ser la llar dels albanesos caucàsics, que es creu que van ser els primers habitants de l'Azerbaidjan». Això va provocar una resposta del ministre de Relacions Exteriors de Geòrgia, Gela Bezhuashvili: «No em queda res clar per què el meu col·lega va fer aquestes declaracions». Bezhuashvili va dir als periodistes a Tbilisi: «Les seves lliçons d'història són absolutament incomprensibles. Hauria de llegir sobre història del món».
La teoria albanesa també té el suport d'alguns historiadors azerbaidjans que s'oposen fermament a transferir qualsevol part del seu territori a Geòrgia. «El monestir estava dintre de Geòrgia únicament en el segle XII», va declarar Ismail Umudlu, periodista i historiador azerbaidjan. «Tant abans com després d'aquest període, la zona formava part d'un estat del qual Azerbaidjan és successor». L'historiador d'art georgià Dimitri Tumanishvili va rebutjar aquesta afirmació i va declarar que el complex «està cobert per l'obra de mestres georgians». «En totes parts hi ha inscripcions georgianes que daten del segle VI», va dir, «no hi ha rastres d'una altra cultura allà». «La idea que aquest monestir va ser fundat pels albanesos del Caucas és simplement absurda», va dir Zaza Datunashvili, un monjo de David Gareja. «Podria dir-se que els georgians van construir la Gran Muralla Xina».
L'antic president georgià Mikheil Sakaixvili va minimitzar la disputa i va dir que «pot resoldre's amb un diàleg amistós». Tanmateix, Giga Bukia, membre del Parlament georgià de l'oposició dretana, va declarar que «els georgians mai, en cap circumstància, renunciaran a aquest territori», i també va acusar el govern de suavitzar la seva posició sobre el complex per tal d'assegurar l'ajut financer de l'Azerbaidjan. «L'Azerbaidjan no té absolutament cap dret històric sobre aquesta terra», va dir. «I què és això que és un lloc estratègic? Planegen anar a la guerra amb Geòrgia?»
Les autoritats azerbaidjanes van confirmar que l'Azerbaidjan «està obert a l'execució de projectes conjunts amb Geòrgia per a la restauració del complex». Tanmateix, els suggeriments oficials que el conjunt podria ser una «zona turística compartida» han provocat la indignació del públic georgià. El catolicós patriarca de tota Geòrgia, Elies II, va dir que «el monestir era un santuari sagrat que havia d'estar enterament en terra georgiana». S'han portat a terme diverses rondes noves de converses de «delimitació de fronteres» entre les autoritats azerbaidjanes i georgianes, a Tbilisi i després a Bakú.

## Reserva Keshikchidag
La part del complex del monestir de David Gareja que es troba a l'Azerbaidjan té un estatus de reserva històrica i cultural d'acord amb l'ordre presidencial Núm. 2563 de data 19 de desembre de 2007 i anomenada com a Reserva Històrica i Cultural de l'Estat «Keshikcidag». Hi ha 70 coves, dos temples, una fortalesa, un lloc sagrat, aproximadament 100 tombes, 23 pous d'aigua, 14 magatzems d'aliments i uns 30 refugis. Una de les altituds més altes de la Reserva Històrica i Cultural de l'Estat «Keshikcidag» va ser anomenada «Ilham Aliyev Peak» en honor del president de l'Azerbaidjan.

### Situació
La reserva cobreix aproximadament 25 quilòmetres quadrats al llarg de la frontera entre Azerbaidjan i Geòrgia a Jeyranchol, a la cadena de Gatardagh, a 15 quilòmetres al nord-est del llac Jandari, en la zona muntanyosa que es troba entre 750 i 950 metres sobre el nivell de la mar. La reserva consta de coves naturals i artificials, un castell i un monestir tallat en roca de l'edat mitjana. Segons la part azerbaidjana, el castell de Keshikchi -'castell dels Guardians'- va ser construït per la població nadiua de l'Albània del Caucas al segle v i significava 'guardià'.
Per tant, es considera similar als altres castells del territori de l'Azerbaidjan a causa de les seves característiques d'estructura arquitectònica. Es va descobrir que el castell de Keshikchi en la zona va ser construït originàriament amb un fi de defensa a l'edat mitjana, i va ser habitada pels antics albanesos caucàsics. Les coves naturals daten dels primers temps i es considera que les coves artificials es troben entre els segles IX i XV.

## Procés de delimitació
El procés de delimitació i demarcació entre l'Azerbaidjan i Geòrgia afecta el complex del monestir de David Gareja. Com el conjunt es troba al llarg de la frontera, provoca un debat entre les dues nacions. El 14 de maig de 2019, el viceministre d'Afers Estrangers Khalaf Khalafov i el viceministre d'Afers Estrangers de Geòrgia Lasha Darsaliya van reunir-se a Bakú per a la delimitació de la frontera estatal entre els dos estats. Després de la independència dels dos països, es van establir les comissions estatals pertinents per a la delimitació i demarcació de la frontera estatal entre l'Azerbaidjan i Geòrgia, i fins avui s'han fet 11 reunions de la Comissió. En el marc d'aquest procés, es va arribar a un acord sobre la delimitació de la major part de la frontera entre l'Azerbaidjan i Geòrgia —en total 480 quilòmetres. Ara com ara, un tram de 166 km que inclou la zona en què es troba el conjunt del monestir, és l'objectiu principal de tots dos països. A causa dels forts llaços econòmics i culturals entre l'Azerbaidjan i Geòrgia, tots dos tenen intencions pacífiques en la determinació de les fronteres. Durant una reunió realitzada a l'Azerbaidjan el 27 de febrer de 2019 entre la presidenta de Geòrgia, Salomé Zurabishvili, i el president de l'Azerbaidjan, Ilham Aliyev, ambdues parts van destacar clarament el consens sobre el procés de delimitació que havia de realitzar-se tenint en compte els vincles existents entre els dos estats.